# 彦島道路

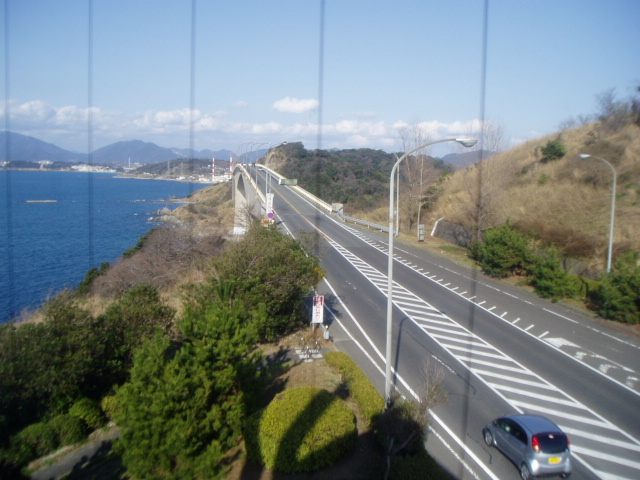
ひこしま風丸くんから彦島道路（本土側）を望む。左手は響灘。

彦島道路（ひこしまどうろ）は、山口県下関市にある道路。下関市の南端にある彦島と本土を南北に結ぶ道路で、山口県道252号福浦港金比羅線の一部である。
区間の途中には彦島と本土をまたぐ彦島大橋（橋長710m）がある。
1975年（昭和50年）9月30日に有料道路（彦島有料道路）として供用を開始し、2005年（平成17年）9月30日に無料開放された。無料開放前は山口県道路公社が管理していた。現在も料金所の事務所であった山口県道路公社の建物があり防災資機材の倉庫として活用されている。

## 概要
- 起点：山口県下関市彦島緑町（山口県道250号南風泊港線に接続）
- 終点：山口県下関市金比羅町（国道191号に接続）
- 延長：4.5km
- 車線数：暫定2車線
- 総事業費：71.0億円
- 償還期間：30年間

## インターチェンジ
- 迫出入口（金比羅方面のみ）
- 伊崎出入口（彦島方面のみ）
- 筋ヶ浜出入口（金比羅方面のみ）

## 施設

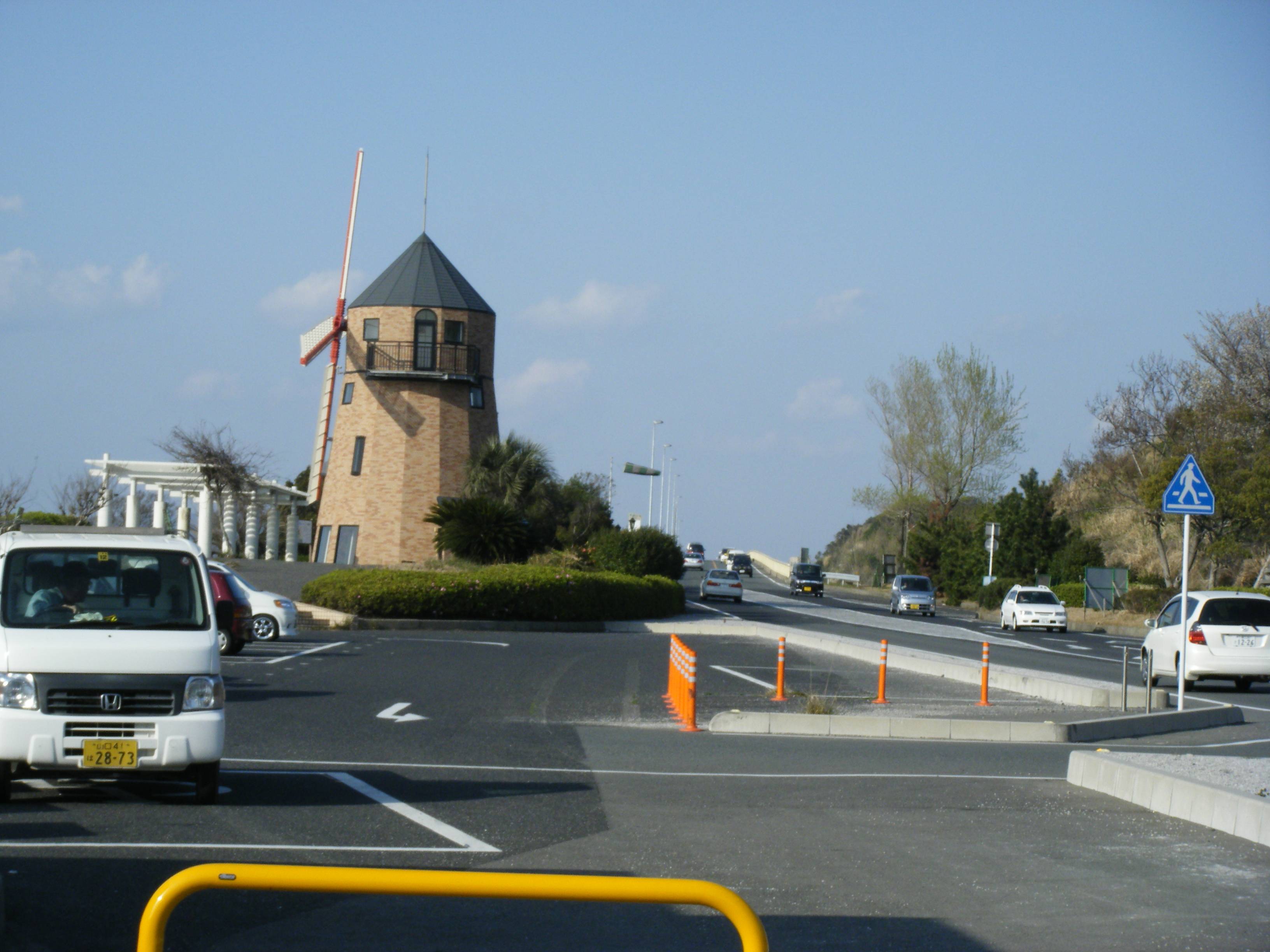
ひこしま風丸くん

- 展望・休憩スペース「ナイスビューパーク」（1995年（平成7年）に整備。彦島大橋の手前（彦島側、かつて料金所があった場所付近）にある。）
  - オランダ風風車の「ひこしま風丸くん」
  - 彦島の眺めを一望できる望遠鏡（有料）
  - 駐車場
  - 公衆トイレ

また、彦島・迫（さこ）出入口の近くに、小型のロータリー、下関中等教育学校への接続道路、駐車場がある。